# Байер, Максимилиан
Максимилиа́н Ба́йер (нем. Maximilian Beier; род. 17 октября 2002, Бранденбург-ан-дер-Хафель, Бранденбург) — немецкий футболист, нападающий дортмундской «Боруссии» и сборной Германии. Участник чемпионата Европы 2024 года.

## Клубная карьера
Байер — воспитанник клубов «Бранденбургер», «Энерги» и «Хоффенхайм». 8 февраля 2020 года в матче против «Фрайбурга» он дебютировал в Бундеслиге в составе последнего. 10 декабря в поединке Лиги Европы против бельгийского «Гента» Максимилиан сделал «дубль», забив свои первые голы за «Хоффенхайм». Летом 2021 году Байер на правах аренды перешёл в «Ганновер 96». 20 августа в матче против «Хайденхайма» он дебютировал во Второй Бундеслиге. 11 декабря в поединке против «Ингольштадт 04» Максимилиан забил свой первый гол за «Ганновер 96». По окончании аренды игрок вернулся в «Хоффенхайм». По итогам сезона с 16 голами он стал лучшим бомбардиром команды

## Международная карьера
В 2019 году в составе юношеской сборной Германии Байер принял участие в юношеском чемпионате Европы в Ирландии. На турнире он сыграл в матчах против команд Италии, Испании и Австрии. В поединке против итальянцев Максимилиан забил гол.
3 июня 2024 года в товарищеском матче против сборной Украины Байер дебютировал за главную сборную Германии. В том же году Максимилиан принял участие в домашнем чемпионате Европы. На турнире он сыграл в матче против сборной Швейцарии.

## Статистика

### Клубная
| Выступление      | Выступление       | Выступление      | Чемпионат | Чемпионат | Кубки | Кубки | Еврокубки | Еврокубки | Итого | Итого |
| Клуб             | Лига              | Сезон            | Игры      | Голы      | Игры  | Голы  | Игры      | Голы      | Игры  | Голы  |
| ---------------- | ----------------- | ---------------- | --------- | --------- | ----- | ----- | --------- | --------- | ----- | ----- |
| Хоффенхайм       | Бундеслига        | 2019/20          | 6         | 0         | 0     | 0     | 0         | 0         | 6     | 0     |
| Хоффенхайм       | Бундеслига        | 2020/21          | 3         | 0         | 0     | 0     | 2         | 2         | 5     | 2     |
| Хоффенхайм       | Бундеслига        | 2023/24          | 33        | 16        | 2     | 0     | 0         | 0         | 35    | 16    |
| Хоффенхайм       | Итого             | Итого            | 42        | 16        | 2     | 0     | 2         | 2         | 46    | 18    |
| → Ганновер 96    | Вторая Бундеслига | 2021/22          | 30        | 3         | 3     | 4     | 0         | 0         | 33    | 7     |
| → Ганновер 96    | Вторая Бундеслига | 2022/23          | 33        | 7         | 2     | 1     | 0         | 0         | 35    | 8     |
| → Ганновер 96    | Итого             | Итого            | 63        | 10        | 5     | 5     | 0         | 0         | 68    | 15    |
| Всего за карьеру | Всего за карьеру  | Всего за карьеру | 105       | 26        | 7     | 5     | 2         | 2         | 114   | 33    |